# Viktor Knorre
Viktor Karlovich Knorre, född 4 oktober 1840 i Mykolajiv, Kejsardömet Ryssland, död 25 augusti 1919 i Berlin, var en rysk astronom.
Minor Planet Center listar honom som en av upptäckarna av 4 asteroider mellan 1876 och 1887.
Astronomerna Ernest Khristov Knorre och Karl Khristov Knorre var hans farfar, respektive hans far.
Asteroiden 14339 Knorre är uppkallad efter tre generationer Knorre.

## Asteroider upptäckta av Viktor Knorre
| 158 Koronis     | 4 januari 1876  |
| 215 Oenone      | 7 april 1880    |
| 238 Hypatia     | 1 juli 1884     |
| 271 Penthesilea | 13 oktober 1887 |